# Constitución (Uruguay)
Constitución (o Villa Constitución) è un comune dell'Uruguay, situato nel Dipartimento di Salto.